# جيب كومانش (إم جي)
جيب كومانش (بالإنجليزية: Jeep Comanche (MJ))‏ هي سيارة من تصنيع شركة أمريكان موتورز.